# Rhaphuma elongata
Rhaphuma elongata är en skalbaggsart som beskrevs av J. Linsley Gressitt 1940. Rhaphuma elongata ingår i släktet Rhaphuma och familjen långhorningar. Inga underarter finns listade i Catalogue of Life.